# جون كارتر (مهندس الصوت)
جون كارتر (بالإنجليزية: John Carter)‏ هو مهندس الصوت أمريكي، ولد في 22 أكتوبر 1907 في غينسفيل في الولايات المتحدة، وتوفي في 22 فبراير 1982 في لوس أنجلوس في الولايات المتحدة.

## وصلات خارجية
- جون كارتر على موقع IMDb (الإنجليزية)
- جون كارتر على موقع قاعدة بيانات الفيلم (الإنجليزية)